# Джордж Вашингтон и рабство

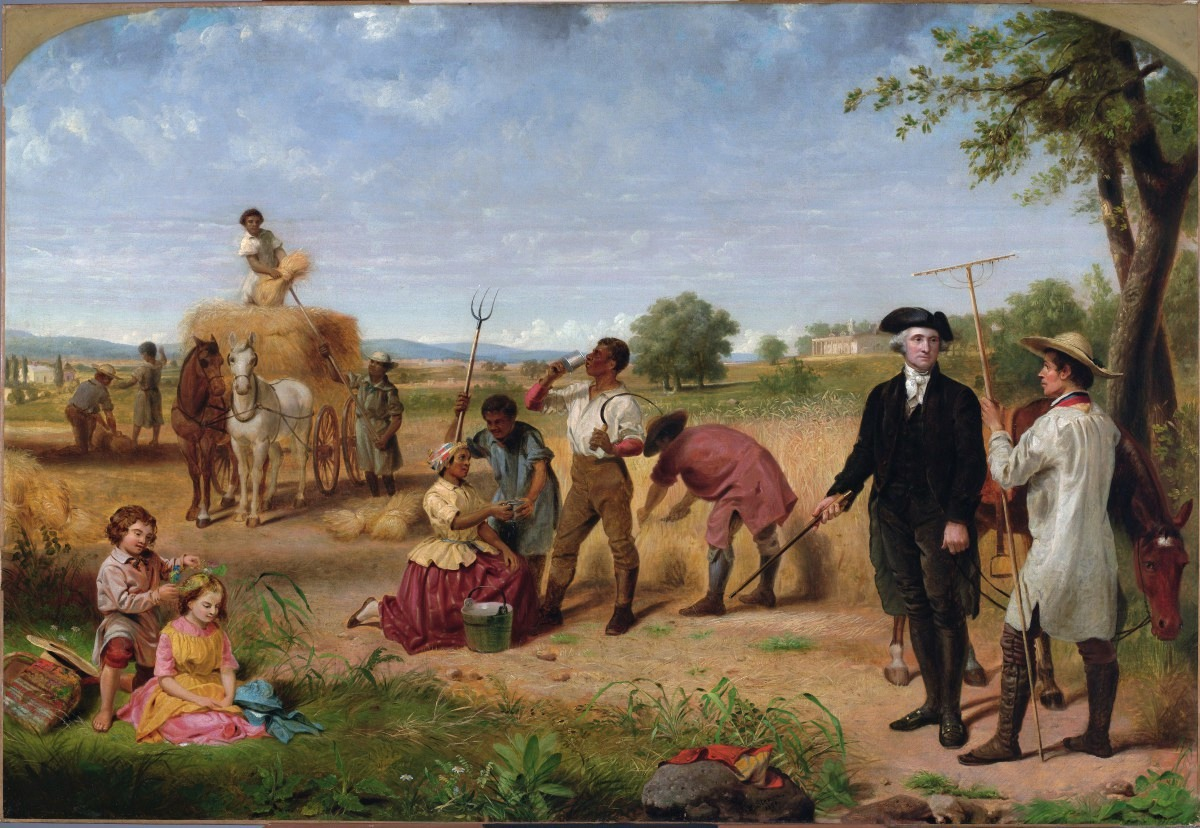
Вашингтон на ферме в Маунт-Вернон. Картина Джуниуса Стирнса 1851 года.

Отношение Джорджа Вашингтона к рабству менялось в течение его жизни. Первый президент и отец-основатель США был рабовладельцем, но воспринимал рабство всё более и более критически, размышлял о необходимости эмансипации рабов и освободил своих собственных рабов после своей смерти. Своих первых рабов он получил по наследству после смерти отца в 1743 году, когда Вашингтону было всего 10 лет. Сначала их было всего 10, но это количество росло; Вашингтон получал их по наследству, покупал, а также оно увеличивалось из-за естественного прироста. В 1759 году, после брака с Мартой Кастис, под его управление перешли рабы хозяйства Кастисов. В ранние годы жизни Вашингтон воспринимал рабство, как обычный вирджинский плантатор того времени и не задумывался над морально-этической стороной этого института. Он впервые задумался над экономической эффективностью рабства перед Войной за независимость, когда переключился с табака на зерновые культуры, более сложные в производстве. В 1774 году он уже открыто осудил работорговлю в Фэрфаксских резолюциях. После войны он был сторонником постепенного освобождения рабов, и высказывался об этом часто, хотя и не публично. На момент его смерти в 1799 году в его хозяйстве оставалось 317 рабов; 124 принадлежали лично ему, остальные находились в его управлении, не будучи его собственностью.
Вашингтону был присущ культ труда (рабочая этика), и он был требователен как к наёмным рабочим, так и к тем, кто работал на него подневольно. Он обеспечивал рабов едой, одеждой и жильём согласно нормам того времени, а также и медицинским уходом. В ответ он ожидал от них работы от восхода до заката 6 дней в неделю, как это было принято в то время. Примерно три четверти его рабов работали в полях, а остальные находились при усадьбе в роли домашних слуг и мастеровых. Рабы могли обеспечивать себе дополнительное пропитание охотой и выращиванием овощей, а также могли покупать себе продовольствие, одежду и предметы домашнего быта за деньги, вырученные с продажи дичи или произведённых товаров. Они вступали в браки и создавали семьи, хотя Вашингтон распределял рабочих по фермам в соответствии с нуждами бизнеса без учёта родственных связей, поэтому многие мужья жили отдельно от жён и детей всю рабочую неделю. Для управления невольниками Вашингтон использовал награды и наказания, но так и не смог добиться от них желаемой работоспособности. Многие рабы сопротивлялись установленной системе, воруя еду и одежду, симулируя болезни или сбегая с плантации.

## Предыстория
Рабство появилось в английской колонии Вирджиния в 1619 году, когда первые африканцы были доставлены в Пойнт-Комфорт. Те, кто переходили в христианство, получали ограничение сроков неволи или даже свободу, но эта практика постепенно сокращалась. В 1667 году крещение рабов было запрещено, а с 1682 года крещение перестало приводить к освобождению. В 1691 году были запрещены межрасовые браки. В 1671 году в Вирджинии на 40 000 населения насчитывалось 6000 белых подневольных рабочих и только 2000 африканцев, из которых треть были свободными. Институт рабства был формализован вирджинским Законом о рабстве 1705 года. С 1700 по 1750 год численность рабов в колонии выросла с 13 000 до 105 000, и из них примерно 80 % родились в Вирджинии. В годы жизни Вашингтона рабство уже укоренилось во всех сферах жизни. Примерно 40 % населения колонии были невольниками.
Джордж Вашингтон родился в 1732 году, он был первым ребёнком от второго брака его отца, Огастина Вашингтона. Огастин был плантатором, в собственности которого находилось 4000 гектаров земли и 50 рабов. Он умер в 1743 году, оставив 1000 гектаров (ферму Литл-Хантинг-Крик, она же Маунт-Вернон) своему старшему сыну Лоуренсу, а Джорджу достались 110 гектаров (ферма Ферри-Фарм) и 10 рабов. После смерти Лоуренса в 1752 году Джордж взял Маунт-Вернон в аренду, а в 1761 году эта усадьба перешла к нему по наследству. Он активно участвовал в земельных сделках и к 1774 году ему принадлежало 13 000 гектаров земли в долине Огайо. На момент смерти ему принадлежало более 80 000 акров земли.
Земля требовала рабочих рук, что в то время подразумевало необходимость рабов. Вашингтон унаследовал часть рабов от Лоуренса, получил ещё больше по условиям аренды Маунт-Вернон, и снова получил наследство после смерти вдовы Лоуренса в 1761 году. После брака с Мартой Дэндридж Кастис в его управление перешли 84 раба. Они принадлежали хозяйству Кастисов, и Марта Кастис управляла ими от имени наследников своего первого мужа, а Вашингтон не владел ими формально, но фактически управлял ими как своей собственностью. Между 1752 и 1773 годами он приобрёл ещё как минимум 71 раба: мужчин, женщин и детей. Он почти прекратил покупать рабов после начала Войны за независимость, но их численность возрастала в результате естественного прироста или в виде выплаты за долги. В 1786 году в его распоряжении насчитывалось 216 человек, 122 (всего мужчин и женщин) и 88 детей. Это делало его крупнейшим землевладельцев округа Фэрфакс. Из этого количества 103 принадлежали ему лично, остальные были долей его жены. К моменту своей смерти в 1799 году численность рабов в Маунт-Вернон достигла 317 человек, в том числе 143 ребёнка. Вашингтону принадлежало 124 человека, 40 были арендованные, а 153 — доля его жены.

## Рабство в Маунт-Вернон
Вашингтон рассматривал рабочих на плантации как часть своей большой семьи, в которой он был главой и отцом. Он обращался с неграми, исходя из принципов патриархальности и патернализма. Патриархальность выражалась в том, что он требовал абсолютного повиновения, строго и тщательно контролировал действия рабочих, одновременно эмоционально дистанцируясь от них. Бывали случаи искренней привязанности, как в случае со слугой Уильямом Ли, но они были исключением. Патернализм проявлялся в том, что отношения предполагали взаимные обязательства: он обеспечивал их, а они в ответ служили ему. Патерналисты считали себя людьми щедрыми и достойными благодарности. Когда служанка Марты, Они Джадж, сбежала в 1796 году, Вашингтон жаловался на неблагодарность девочки, с которой обращались больше как с ребенком, чем как со слугой.
Вашингтон нанимал управляющего для управления имением и надзирателя на каждую ферму, но он был практичным хозяином и вёл дела по-военному организованно, вникая во все мелочи. Когда государственные дела требовали его отсутствия, он следил за хозяйством по еженедельным отчётам управляющего и надзирателей. От рабочих он требовал такой же внимательности к деталям. Один из его рабов потом вспоминал, что рабы недолюбливали его в основном за то, что он был «так взыскателен и строг… если жердь, доска или камень оказывались не на месте, он жаловался; иногда в жёстких выражениях». С точки зрения Вашингтона, работа, однажды не выполненная, потеряна навсегда. Он требовал от рабочих максимальной отдачи, насколько позволяли их силы без ущерба для здоровья. Он идеализировал труд, и ожидал того же от рабочих, как наёмных, так и подневольных. Его всегда расстраивало, что рабочие не разделяют его отношения и сопротивляются его требованиям, из-за чего он подозревал их в лени и требовал от надзирателей постоянной бдительности.
В 1799 году примерно три четверти рабов (из них половина женщины) работали на полях. Они были заняты круглый год, но их обязанности менялись в зависимости от сезона. Остальные были слугами в основном здании или же работали мастеровыми: плотниками, столярами, бондарями, прядильщиками и швеями. Между 1766 и 1799 годами семеро рабов работали надсмотрщиками. На вирджинских плантациях было принято, что рабы работают 6 дней в неделю от восхода до заката. Два часа выделялось на приём пищи, поэтому рабочий день в зависимости от сезона длился от 7,5 часов до 13-ти. Рабам полагалось 3-4 дня отпуска на Рождество, и по одному дню на Пасху и Троицу. Домашние рабы начинали работу раньше, и заканчивали позже, и не всегда имели выходной в Воскресение и на праздники. В отдельных случаях, когда от рабов требовалась работа сверх нормы (например, работа в выходной или особая нагрузка при сборе урожая) им выплачивалась денежная компенсация, или давался дополнительный выходной.
Вашингтон требовал от надзирателей особо гуманного отношения к больным рабам. Рабы, работоспособность которых была ограничена ранениями или возрастом, обычно получали лёгкую работу, а тяжело больные обычно (хотя не всегда) освобождались от работы до выздоровления. Вашингтон обеспечивал им хороший и иногда весьма дорогостоящий медицинский уход. Например, когда невольник по имени Кьюпид заболел плевритом, Вашингтон забрал его в свой дом, где за ним лучше ухаживали, и где он лично следил за ним весь день. Его патерналистское беспокойство о здоровье рабочих совмещалось с чисто экономическими соображениями: болезни и смерть рабов могли негативно повлиять на бизнес.

### Жилищные условия

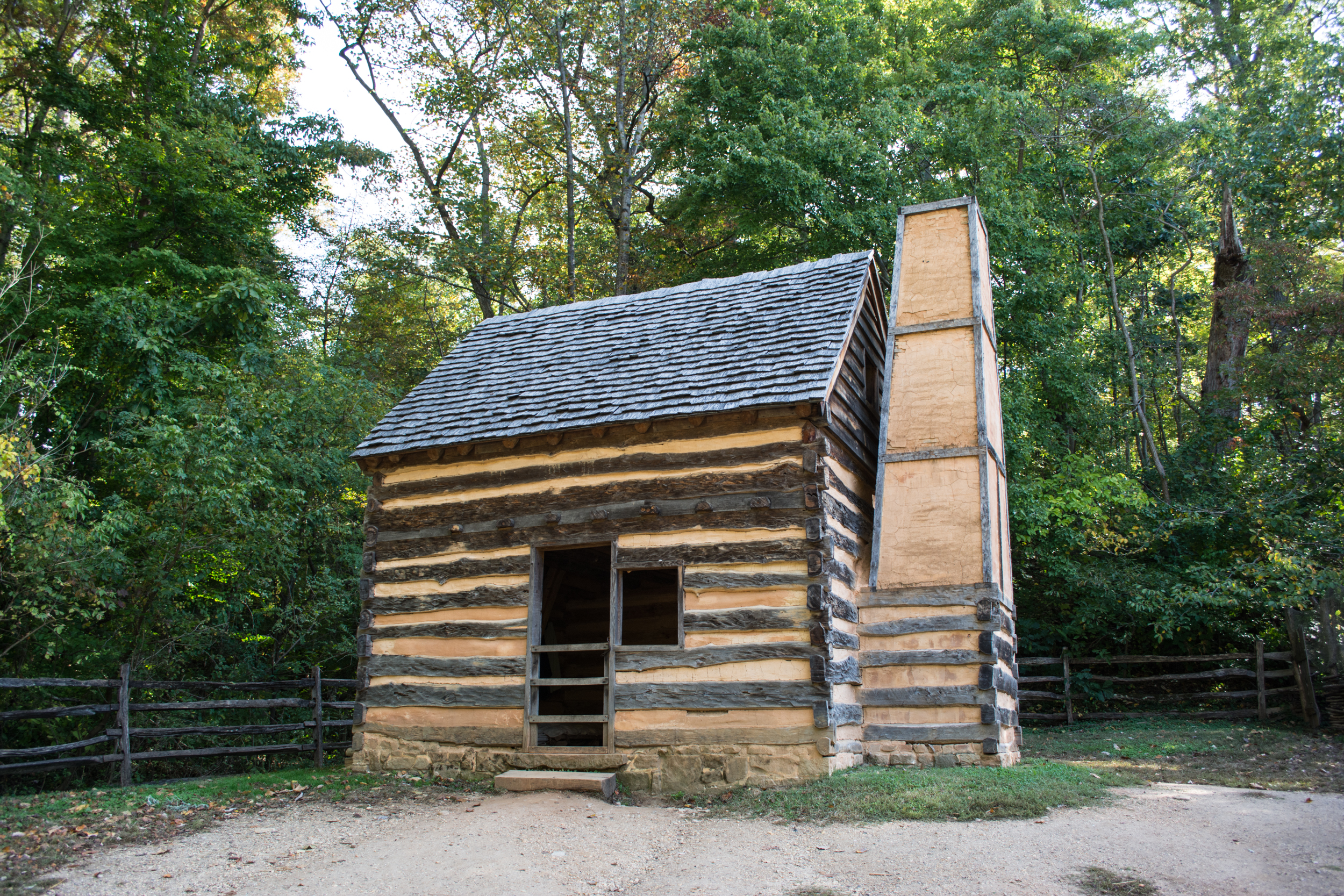
Реконструкция дома для рабов в Маунт-Вернон.

На центральной ферме (Mansion House Farm) рабы жили в основном в двухэтажных каркасных домах, которые назывались Quarters for Families. Эти здания в 1792 году были заменены на две кирпичные пристройки к основному зданию, в которых было четыре комнаты, каждая по 56 кв. метров. Это были предположительно общие комнаты в основном для мужчин, и в них почти не было личного пространства. Остальные рабы жили при тех зданиях, где они работали, или в бревенчатых домиках. Такие домики были типичным жильём для рабов на внешних фермах, и такие же домики строились на других плантациях Вирджинии, и беднейшие белые вирджинцы в окрестностях Чесапикского залива имели такие же жилищные условия. В таком доме была одна комната, обычно площадью от 15.6 кв. метра до 23 кв. метров, на которой жила одна семья. Таким домики были обычно построены очень примитивно, обмазаны глиной для гидроизоляции и имели земляные полы. Некоторые такие домики можно было перемещать с места на место на повозках. Почти не осталось документов, описывающих условия жизни в этих домах, хотя один посетитель в 1798 году писал: «муж и жена спали на тонком настиле, а дети на земле; очень грубый очаг, несколько посудин для еды, но посреди этой бедности находились чашки и чайник». Из других свидетельств следует, что дома были тёмные, грязные, пропахшие дымом, с одним окном с ставнями и очагом для освещения в ночное время.

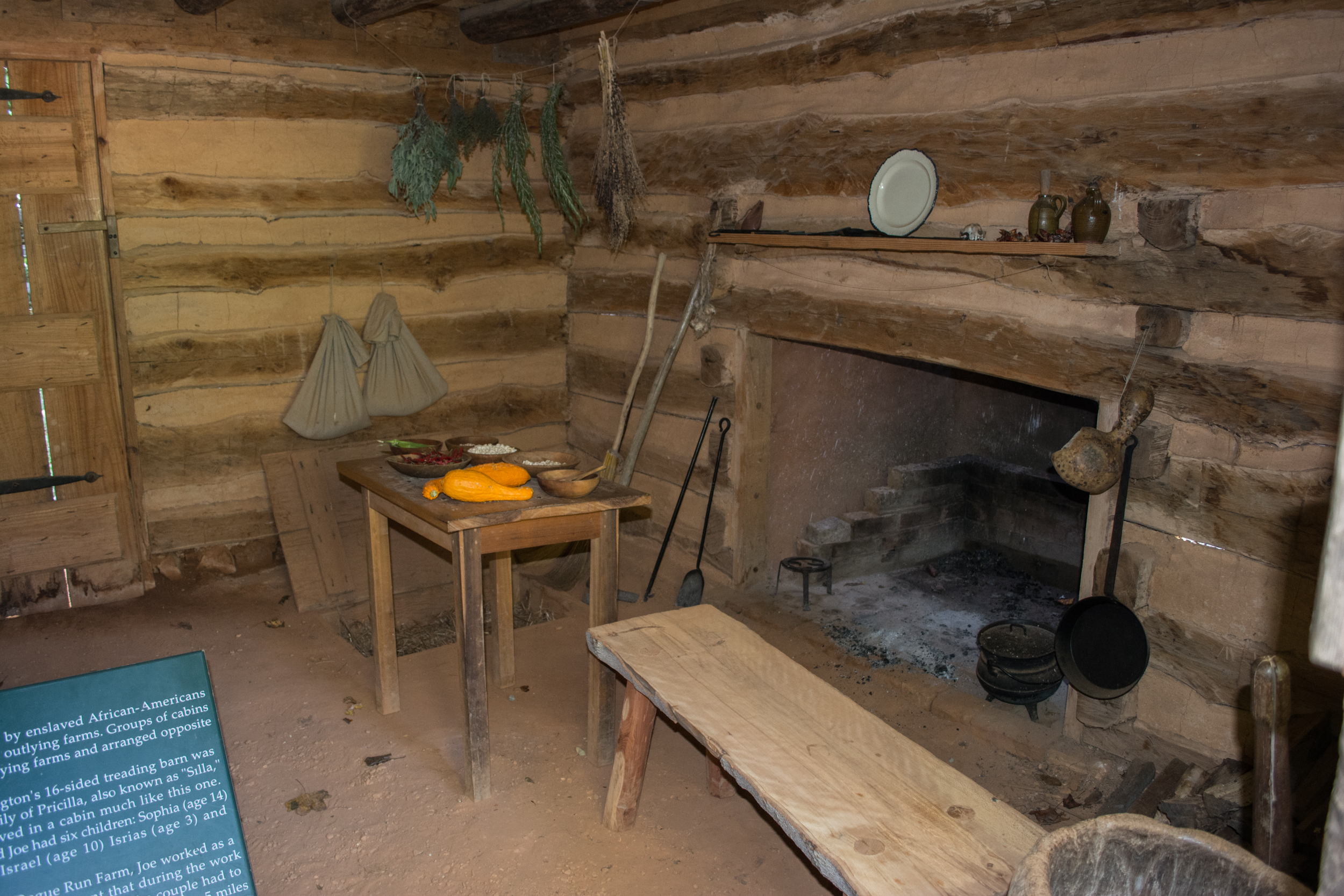
Интерьер дома для рабов в Маунт-Вернон.

Вашингтон выдавал рабам по одному одеялу каждую осень. Рабы на дальних фермах каждый год получали одежду, сравнимую с одеждой рабов на других плантациях Вирджинии. Они и спали, и работали в этой одежде, из-за чего она изнашивалась, и им приходилось много месяцев ходить в лохмотьях. Домашние рабы в основном здании имели частые контакты с посетителями, и были одеты лучше. Дворецкие, официанты и охранники получали ливрею, а женщины получали одежду лучше, чем те, что работали на полях.
Вашингтон желал, чтобы его рабочие невольники получали необходимое количество пищи, но не более того. Обычно каждый раб получал типовой ежедневный рацион из одной американской кварты кукурузной муки (0.95 литра), примерно 230 грамм селедки и иногда немного мяса. Это был типичный рацион для вирджинских рабов в то время, и он обеспечивал достаточное количество калорий для работы средней тяжести в сельском хозяйстве, хотя в нём было недостаточно питательных веществ. Для расширения рациона рабам позволялось охотиться (и иметь для этого ружья). Кроме того, в свободное время они выращивали овощи на небольших участках и держали птичники.
Нанося визиты соседям, Вашингтон часто давал чаевые рабам, поэтому весьма вероятно, что его собственные рабы тоже получали чаевые от гостей. Какие-то деньги они могли получить за особые заслуги — например, в 1775 году Вашингтон выдал трём рабам денежное вознаграждение за хорошую службу. Рабы так же могли заработать деньги, продавая дичь и овощи лично Вашингтону или на рынке в Александрии. На эти деньги они могли купить у Вашингтона или в магазинах Александрии одежду более лучшего качества, домашнюю утварь, и дополнительную провизию: муку, свинину, виски чай, кофе и сахар.

### Семейные отношения

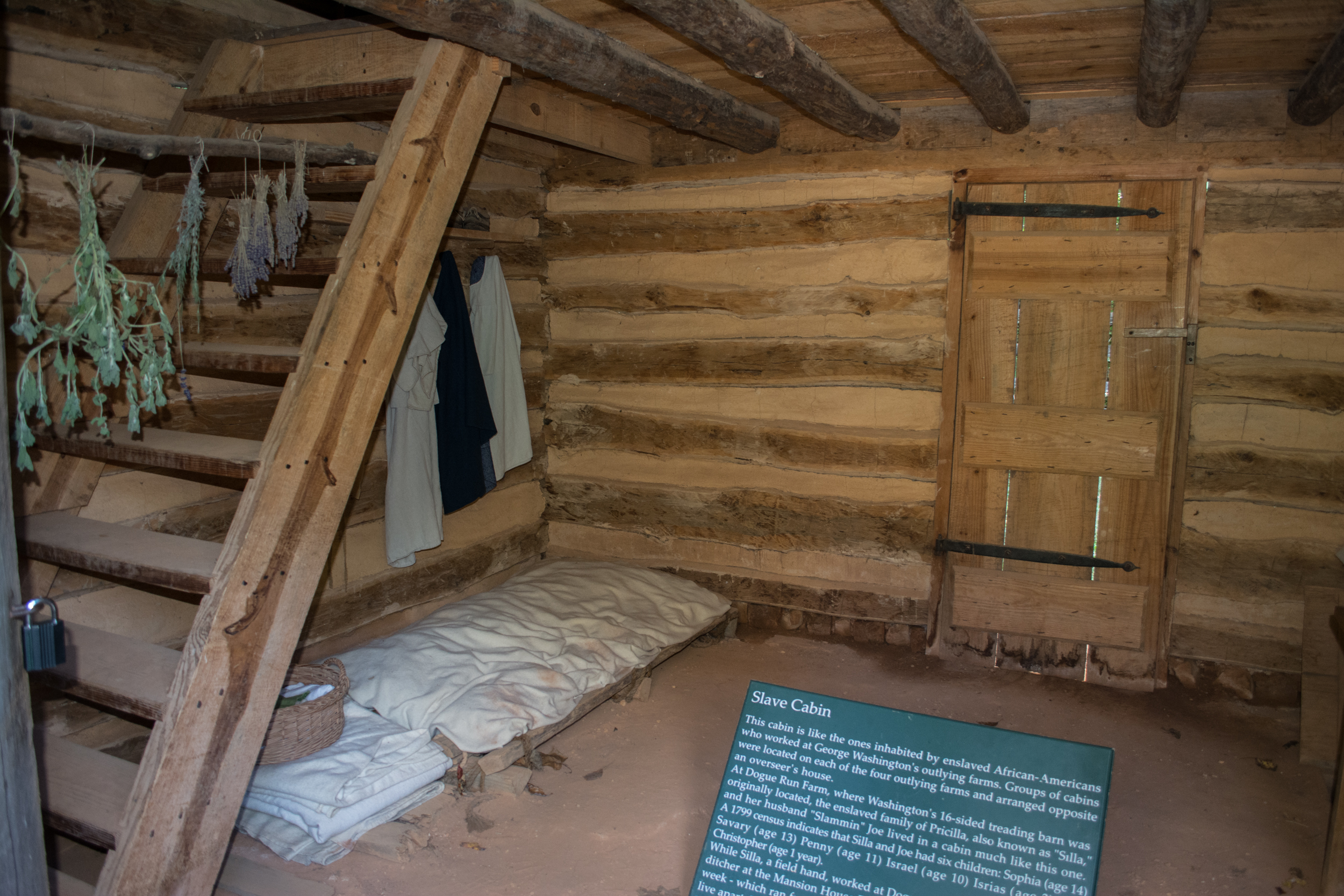
Интерьер дома для рабов в Маунт-Вернон.

Законы Вирджинии не признавали браков между рабами, но Вашингтон признавал, поэтому к 1799 году две трети взрослых невольников в Маунт-Вернон состояли в браке. Обычно рабы жили на той ферме, где и работали, чтобы не терять времени на переезды, и по этой причине мужчины и женщины были распределены по пяти фермам неравномерно. Браки обычно заключались между обитателями разных ферм, и в итоге мужья часто жили отдельно от жён и детей. Вашингтон изредка изменял план работ, чтобы не разделять супругов, но историк Генри Винчек писал, что «общей практикой у Вашингтона было безразличие к стабильности семей у рабов». В 1799 году только 36 из 96-ти женатых рабов жили вместе с жёнами, 38 имели жён на других фермах, а 22 были женаты на женщинах с других плантаций. Существуют свидетельства, что разделённые семьи не встречались регулярно в будние дни. Обычно для этого выделялась ночь субботы и воскресение, а также праздничные дни. Несмотря на психологический дискомфорт, связанный с таким разделением (в одном случае надзиратель писал, что разделение для них подобно смерти), семьи были фундаментом невольничьего сообщества и такие браки обычно держались долго.
Иногда крупные семьи, охватывающие несколько поколений, выходили за пределы владений Вашингтона. Например, главный плотник Вашингтона, Исаак, жил со своей женой, дояркой Китти, на центральной ферме, и у них было десять дочерей в возрасте от 6 до 27 лет к 1799 году, из которых четверо были замужем за мужчинами, живущими за пределами Маунт-Вернон. В этих браках родились три ребёнка, которые стали рабами, потому что статус определялся по положению матери. На рождение таких детей обращали мало внимания; в одном их еженедельных отчётов надсмотрщик написал: «прирост: 9 ягнят и 1 ребенок мужского пола у Линны». Мать новорожденного обычно получала новое одеяло и три-пять недель лёгких работ для восстановления здоровья. Ребенок оставался с матерью, пока не достигал того возраста, в котором привлекался к работе: обычно это было 11—14 лет. В 1799 году примерно 60 % всех рабов были младше 19 лет, а 39 % младше 9 лет.

### Межрасовые связи

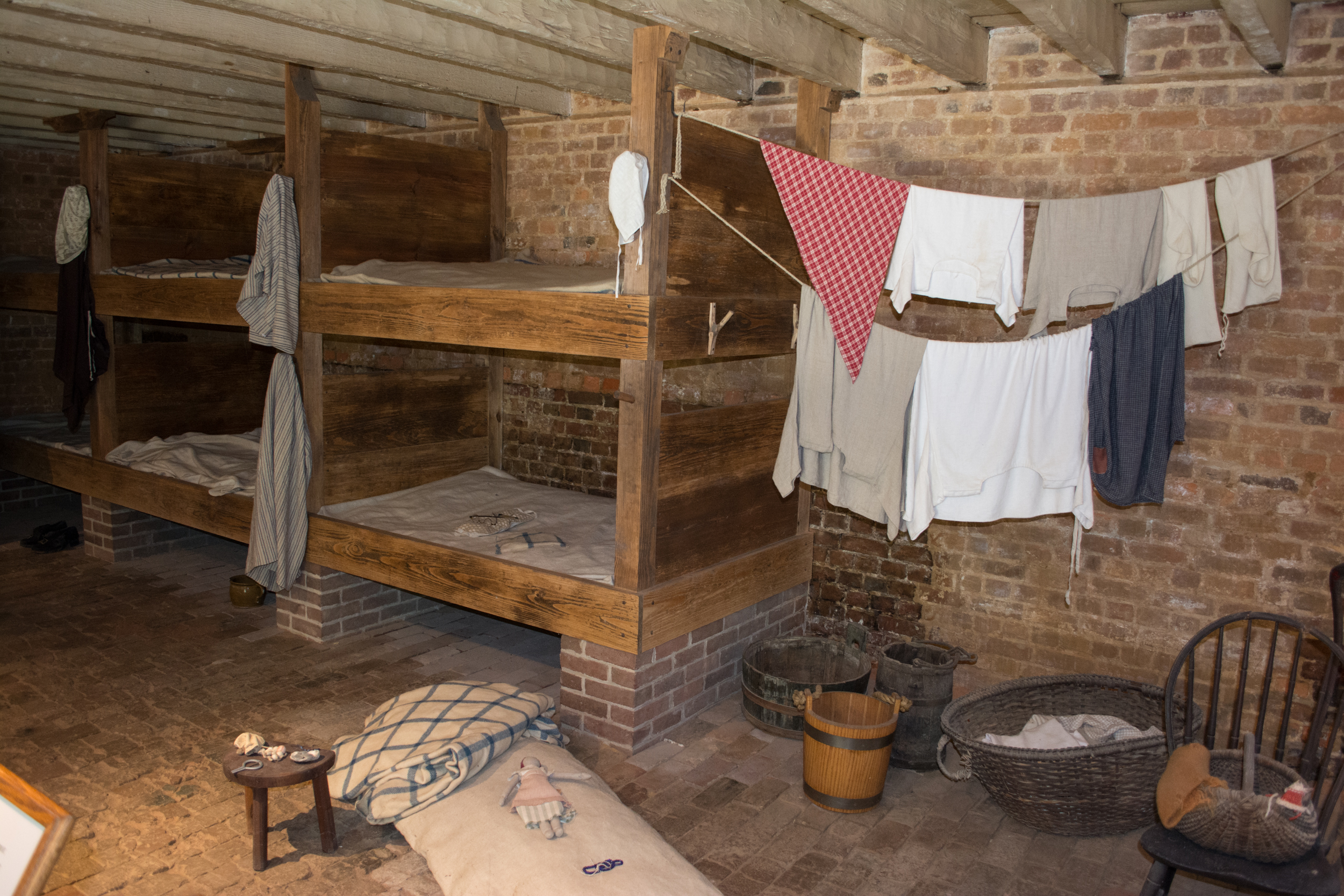
Интерьер помещения для рабынь в Маунт-Вернон.

В 1799 году в Маунт-Вернон было около 20 мулатов (потомков смешанных браков). Они могли быть детьми Вашингтона, хотя нет никаких доказательств того, что он вступал в близкие отношения с рабынями. Существует устное предание о потомках Вашингтона и рабыни Венус, принадлежащей его брату Огастину, хотя исследования показали, что он едва ли мог даже видеться с этой женщиной.
Связи между рабами и белыми наёмными рабочими прослеживаются по именам: например, Бэтти и Томас Дэвисы были, вероятно, детьми Томаса Дэвиса, белого ткача, который работал на усадьбе в 1760-х; Джордж Янг был, вероятно, сыном человека с таким же именем, который был служащий при усадьбе в 1774 году. Она Джадж и её сестра Дельфи были детьми Эндрю Джаджа, белого договорного раба, который жил при усадьбе в 1770-х и 1780-х. Есть основания полагать, что белые надзиратели, живя в тесном контакте с чернокожими и изолированные от своей собственной социальной группы (что было поводом к депрессиям и алкоголизму), могли вступать в сексуальные связи с чернокожими. Некоторые белые посетители Маунт-Вернон по некоторым данным тоже ожидали сексуальных услуг от рабынь. Условия жизни на плантации делали чернокожих женщин подверженными домогательствам. Мэри Томпсон, специалист по Маунт-Вернон, писала, что межрасовые сексуальные связи могли быть результатом взаимной симпатии, следствием принуждения, или же инструментом манипуляции вышестоящими.

## Эволюция взглядов
В молодости Вашингтон относился к рабству так же, как и все остальные вирджинцы его эпохи. Его ничего не смущало в институте рабства, пока сомнения в его экономической эффективности не начали менять его взгляды. К 1766 году он начал переключаться от выращивания табака к менее трудоёмкому производству зерновых, но при этом его рабам требовалось выполнять более сложные задания. Помимо зерновых и овощей, рабы были заняты в различных ремёслах: в прядении, ткачестве и столярных работах. Переход с табака на зерновые привёл к образованию избыточного количества рабов, что заставило Вашингтона задуматься над их эффективностью.
Почти нет свидетельств того, что он задумывался над этической стороной рабства до начала Войны за независимость. В 1760 он часто участвовал в организации лотерей, в ходе которых распродавалось имущество должников. Так, в 1769 году он участвовал в лотерее, где были проданы 55 рабов. Наиболее ценные женатые рабы были объединены в один лот с жёнами и дочерьми, а менее ценные распродавались по отдельности. Историк Генри Винчек пришёл к мнению, что именно негативные эмоции, пережитые Вашингтоном при участии в этой лотерее побудили его в будущем никогда не разделять в будущем семьи при покупке и продаже и с того началась трансформация его взглядов на рабство. Винчек писал, что в 1775 году Вашингтон иногда покупал больше рабов, чем ему было необходимо, чтобы не разделять семьи. Историки Филип Морган и Питер Энрикес скептически восприняли это утверждение. По их мнению, признаков какого-то изменения взглядов Вашингтона в этот период не обнаружено. По мнению Моргана, Вашингтон был подобен остальным вирджинским плантаторам, которые постоянно говорили, что не хотят разделять семьи, и всё равно часто это делали.

### Период Войны за независимость
С конца 1760-х годов Вашингтон начал задумываться над положением Тринадцати колоний в Британской империи. В 1774 году он стал одним из создателей Фэрфаксских резолюций, где, помимо прочего, осуждал моральную сторону трансатлантической работорговли. Пункт 17 резолюции утверждал «наше серьёзное намерение увидеть полное прекращение этой безнравственной, жестокой и противоестественной торговли».
В его речи стало проявляться недовольство британской политикой, в частности, из-за того, что он называл «рабством». Например, летом 1774 года он утверждал, что британские власти стремятся наложить «оковы рабства» (Shackles of Slavry) на колонии. Через два года он принял командование Континентальной армией и в одном из приказов написал: «мы сражаемся за благородное дело, за дело Добра и Человечности… свобода или рабство будут следствием наших усилий». Противоречивость позиции рабовладельцев, называвших войну за независимость борьбой за свободу от рабства была замечена британским писателем Самуэлем Джонсоном, который спрашивал: «как так получилось, что мы слышим самые громкие призывы к свободе из уст хозяев негров?». Как бы отвечая на этот вопрос, Вашингтон написал в августе 1774 года в частном письме: «Наступил кризис, когда мы должны отстоять свои права или же подчиниться всем требованиям, …пока привычка не сделает нас жалкими рабами, как те чёрные, которыми мы управляем с таким произволом».
На Юге того времени сомневались в разумности вооружения чернокожих, и Вашингтон разделял эти сомнения, и первое время запрещал принимать чернокожих в Континентальную армию. Его отношение изменилось, когда лорд Данмор, губернатор Вирджинии, издал в ноябре 1775 года прокламацию, обещающую свободу тем неграм, что вступят в ряды Британской армии. Через три месяца Вашингтон одобрил инициативу законодателей штата Лонг-Айленд о наборе первого батальона афро-американцев.
В 1779 году адъютант Вашингтона, Джон Лоуренс, предложил набрать в армию 3000 южнокаролинских рабов, с обещанием освобождения. Вашингтон воспринял предложение без энтузиазма; он опасался, что англичане ответят аналогичными мерами, что приведёт к бесконтрольному росту численности таких подразделений и к недовольству тех негров, что останутся в рабстве. В 1780 году он предложил распределять афроамериканцев по различным полкам, чтобы вышло из употребления само название Чёрного Корпуса.
Во время войны около 5 000 афроамериканцев служило в рядах Континентальной армии, что делало её самой расово смешанной американской армией за всю эпоху до Вьетнамской войны, и ещё 1000 человек служила на флоте. Они составляли всего 3 % от всех мобилизованных, хотя их численность в Континентальной армии достигала к 1778 году 13 %. К концу войны их можно было видеть в каждом подразделении, кроме частей, набранных на Глубоком Юге.
Взгляды Вашингтона на рабство стали меняться в 1778 и 1779 году, и первые признаки этого видны в его переписке с Лундом Вашингтоном, который управлял усадьбой Маунт-Вернон в отсутствие хозяина. В своих письмах Вашингтон писал, что желает избавиться от негров (to get quit of Negroes), но не хочет публично их продавать и не желает разделять семьи при продаже. Желание сохранить семьи стало главной проблемой для покупки, продажи и для освобождения его рабов. Лунд оказался в сложном положении и потребовал более детальных инструкций. На данном этапе решения Вашингтона едва ли имели моральные основания; вероятно, он просто хотел избавиться от экономически невыгодных рабов. В январе 1779 года Лунд продал 9 рабов, в том числе двух женщин.
В конце войны он всё ещё не проявлял аболиционистских намерений. Он старался вернуть собственных беглых рабов и отказался обсуждать компенсацию за 80 000 рабов, вывезенных англичанами. Он предлагал следовать тому пункту перемирия, который требовал от англичан вернуть всех рабов, даже если англичане намеревались их освобождать.

### В годы Конфедерации

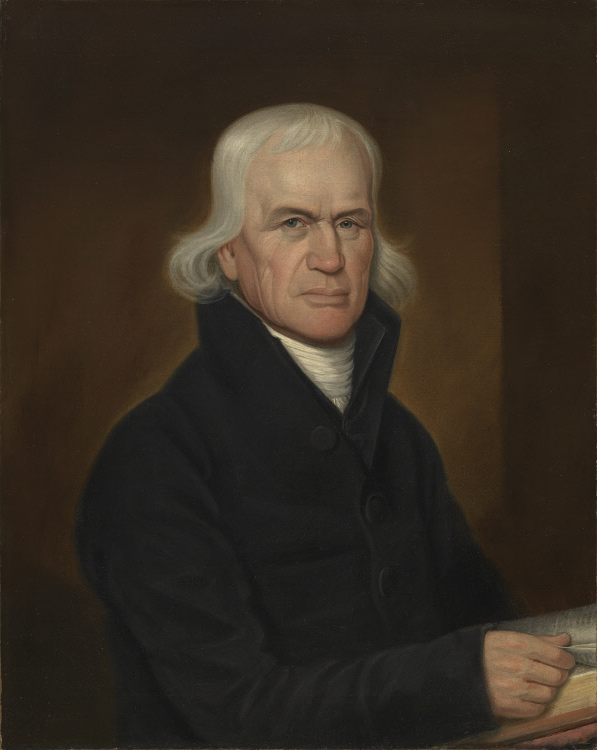
Методист и аболиционист Фрэнсис Эсбери.

После 1782 года в Вирджинии, на волне революционной риторики, стало модно освобождать рабов. До 1782 года манумиссия была ограничена законом, который требовал получения согласия законодательного собрания штата, которое на практике выдавалось редко. В 1782 году законы были смягчены. Численность свободных негров выросла с 3000 до более 20 000 с 1780 по 1800 год. Перепись 1800 года называет примерно 350 000 рабов в Вирджинии. Историк Кеннет Морган писал, что война стала поворотным пунктом для Вашингтона; после 1783 года он стал всё чаще обсуждать проблему рабства, хотя только в приватных разговорах. Филип Морган выделяет четыре таких поворотных момента: 1) переход с табака на зерновые и осознание неэффективности рабства, 2) Расширение горизонтов его мышления в годы войны, 3) Влияние аболиционистов, таких, как Лафайет, Кок, Эсбери и Плезантс в середине 1780-х и 4) его попытку избавиться от рабов в середине 1790-х. Но всё же большинство историков сходятся на том, что именно Американская революция сильнее всего повлияла на его взгляды. Вероятно, рассуждения о правах человека, тесное общение с молодыми, аболиционистски настроенными офицерами вроде Лафайета или Гамильтона, и влияние северян стали главными причинами этого процесса.
Вашингтон оказался втянут в послевоенную антирабскую дискуссию своими друзьями, знакомством с международным аболиционистским движением, и литературой, порождённой этим движением. Однако он старался не высказывать своего личного мнения по этому вопросу. После его смерти в библиотеке Маунт-Вернон было обнаружено примерно 17 публикаций на тему рабства. Шесть из них были переплетены в том под названием Tracts on Slavery, из чего следует, что он уделял особое внимание именно этим публикациям. Пять из этих шести текстов были опубликованы в 1778 году или позже. Все шесть говорили о том, что рабам надо перед освобождением разъяснить все обязанности, которые накладывает на человека свобода (Вашингтон сам утверждал это в 1798 году) и что полное освобождение должно быть достигнуто в ходе постепенного законодательного процесса. Упоминание идеи постепенного освобождения стали появляться в письмах Вашингтона в годы Конфедерации.
В то время только самые радикальные аболиционисты (например, многие квакеры) настаивали на немедленном освобождении рабов. Остальным было понятно, что это разрушит рынок труда, а уход за стариками и неработоспособными неграми создаст неразрешимые проблемы. Общество было обеспокоено перспективой получить огромное количество безработных, поэтому одновременно с освобождением часто рассматривалась вероятность переселения негров. Немедленное освобождение нанесло бы сильный урон рабовладельцам, в то же время постепенное освобождение минимализировало бы убытки и вызвало бы меньше сопротивления у тех, кто был финансово заинтересован в сохранении рабства.

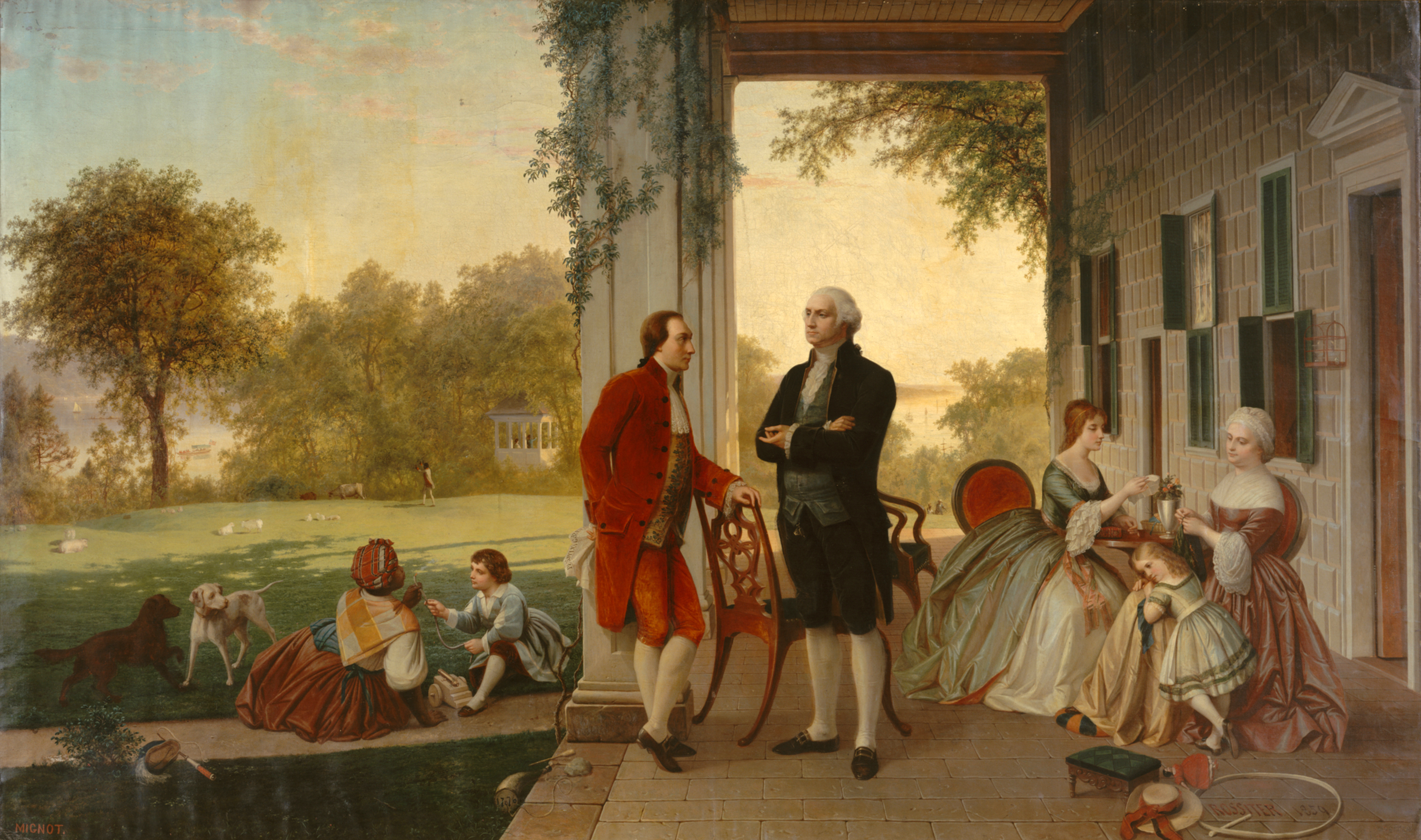
Вашингтон и Лафайет в Маунт-Вернон в 1784 году.

В 1783 году Лафайет предложил Вашингтону совместный проект по созданию экспериментального поселения освобождённых негров. Вашингтону предлагалось подать пример, который дальше бы стал общей практикой. Эта идея обсуждалась обоими во время визита Лафайета в Маунт-Вернон в августе 1784 года, но тогда Вашингтон сказал, что ещё не настало время для таких решений. Вернувшись во Францию, Лафайет купил плантацию в Кайене (современная Французская Гвиана) и сообщил об этом Вашингтону в письме в 1786 году. Он учёл проблему немедленного освобождения и предлагал некоторое время выплачивать неграм зарплату и заниматься их образованием, и лишь затем предоставлять им свободу. Этот эксперимент закончился в 1792 году, когда Лафайет бежал из Франции, а Французское правительство продало его плантацию. Вашингтон знал о Кайенском эксперименте, но напрямую ему не содействовал.
В 1785 году вирджинские законодатели, методисты Томас Кок и Фрэнсис Эсбери составили резолюцию для Вирджинской Ассамблеи, которая требовала издать закон о немедленном или постепенном освобождении всех рабов. Они встретились с Вашингтоном в Александрии и попросили его подписать эту петицию. Вашингтон на словах выразил свою поддержку, но не стал ничего подписывать. Он обещал выразить своё одобрение письмом в адрес Ассамблеи в случае, если Ассамблея начнёт серьёзное обсуждение. Историк Лэси Форд полагал, что Вашингтон лукавил, что он действительно был сторонником освобождения, но был уверен, что Законодательное собрание отклонит это предложение и избавит его от необходимости делать публичные заявления. И петиция действительно была сразу же и единогласно отклонена. «Кое-какие петиции были представлены Ассамблее на её последней сессии касательно освобождения рабов, — писал Вашингтон Лафайету, — но они едва удостоились быть прочитанными». Историк Джеймс Флекснер полагал, что Вашингтон действительно был готов поддержать петицию, если бы была хоть малейшая надежда на успех. Если бы он продвигал петицию более решительно, «он наверняка не добился бы уничтожения рабства, но зато наверняка лишил себя возможности играть ту роль, что в итоге ему досталась на Филадельфийском конвенте и в качестве президента».
Историк Энрикес полагал, что важным фактором, влияющим на отношение Вашингтона к рабству, стало его беспокойство о памяти потомков. Он хотел оставить хорошую память о себе, и понимал, что владение рабами угрожает его будущему имиджу. Филип Морган тоже считал, что посмертная слава была важна для Вашингтона; в декабре 1785 года квакер Роберт Плезанс ударил по больному месту, когда сказал, что остаться рабовладельцем означает навсегда запятнать свою репутацию. На следующий год в переписке с политиком Джоном Мерсером Вашингтон выразил своё отвращение к покупке рабов, утверждая, что не будет более этого делать, если только к этому не принудят особые обстоятельства, и что надеется увидеть уничтожение рабства в результате постепенных законодательных мер. Он высказывался в пользу аболиционизма часто, хотя и приватно, и делился своим мнением с ведущими вирджинцами. На своих собственных фермах он нуждался в рабах, которым не было альтернативы. Наёмная рабочая сила южнее Пенсильвании была недостаточна и дорога, а поток дешёвой рабочей силы из Англии прервался после Революции. Вашингтон покупал рабов всё реже после войны, хотя и не известно, по каким мотивам. Он неоднократно утверждал, что его имущества достаточно для удовлетворения его нужд, и всё же приобрёл 6 рабов у Мерсера в счёт долгов. В 1788 году он купил 33 раба во владениях Бартоломью Дэндриджа в счёт погашения долга, но оставил их вдове Дэндриджа в округе Нью-Кент. В том же году он отклонил предложение ведущего французского аболициониста Жака Бриссо стать президентом аболиционистского общества Вирджинии. Джеймс Флекснер писал, что Вашингтон ограничивался обещаниями примкнуть к движению за свободу рабов, если таковое начнётся, но такового не началось.

### Работа над созданием Конституции
В 1787 году Вашингтон был председателем Конституционного конвента, на котором стало видно, что вопрос рабства вызывает слишком серьёзные разногласия, и его противники вынуждены были уступить в этом вопросе ради единства нации и создание сильного федерального правительства. Конституция допускала рабство, хотя и не настаивала на его существовании и сознательно избегала самого слова «раб», чтобы это не было истолковано как официальное признание этого института. Каждому штату разрешалось сохранить его или запретить по своему желанию. К 1776 году все 13 колоний допускали рабства, но к моменту смерти Вашингтона уже было 8 свободных штатов и 9 рабовладельческих, и это разделение произошло строго в рамках Конституции.
Южные штаты поддержали Конституцию, за что ради них пришлось пойти на некоторые уступки. Это были закон о беглых рабах, обещание не запрещать трансатлантическую работорговлю как минимум в ближайшие 20 лет и разрешение Конгрессу применять силу для подавления восстаний рабов. Это был и «Компромисс трёх пятых», согласно которому только 3/5 от количества рабов учитывается при налогообложении, но зато южные штаты посылают меньше представителей в Конгресс, чем если бы учитывались все рабы.

### Годы президентства
Вашингтон стал президентом в 1789 году, в тот момент, когда идея освобождения рабов стала терять популярность и позиции сторонников сохранения рабства становились сильнее. Ни один штат не стал обсуждать вопрос рабства во время ратификации Конституции, а в южных штатах никто уже не решался громко говорить об отмене рабства. Вашингтон понял, что аболиционизм теряет поддержку. Он хорошо осознавал неустойчивость существующего республиканского строя и то, что он сам является объединяющей нацию фигурой. В этой обстановке он решил не поднимать такой болезненный и спорный вопрос, как отмена рабства.
Он был президентом правительства, которое помогало Франции подавлять восстание рабов на Гаити и издало Акт о беглых рабах в 1793 году.
С другой стороны, в 1789 году он подтвердил ранее принятое Постановление по Северо-Западу, которое запрещало рабство на Северо-западной территории. Кроме того, он подписал Slave Trade Act 1794 года, который запрещал американским судам участвовать в международной работорговле. Историк Джеймс Флекснер полагал, что поддерживая экономическую программу Гамильтона, а не аграрную программу Джефферсона, Вашингтон тоже ослаблял позиции рабовладельцев.
За все восемь лет своего президентства Вашингтон никогда не высказывался публично о рабстве и не отвечал на многочисленные петиции с просьбой отмены рабства, которые ему приходили. В 1790 году квакеры подали такую петицию в Конгресс, и поскольку ее подписал сам Франклин, её нельзя было проигнорировать. Вашингтон назвал эту петицию плохо продуманной затеей, которая привела только к лишней трате времени. Рон Чернов писал, что все отцы-основатели составили некий заговор молчания, предоставив решать этот вопрос последующим поколениям.
В 1790 году столица была перенесена из Нью-Йорка в Филадельфию, и в ноябре Вашингтон переехал в новую резиденцию. Этот переезд создал ряд проблем. Если в Нью-Йорке он мог пользоваться своими невольниками-слугами, то Филадельфия уже в 1780 году перешла к постепенному освобождению рабов, в городе было много свободных негров и сильно аболиционистское движение. По законам Пенсильвании, любой раб, проживший на её территории 6 месяцев, автоматически признавался свободным. Он же пользовался в Филадельфии услугами рабов, принадлежащих Кастисам, и в случае их утраты был бы вынужден выплачивать Кастисам их стоимость. Вашингтону пришлось возвращать своих слуг в Маунт-Вернон до истечения этого срока, но так, чтобы они не поняли причины возврата, и он распорядился «сделать это под предлогом, который бы ввёл в заблуждение и их и общественность». Управляющий Тобиас Лир согласился участвовать в организации такой ротации, но сказал, что не пошёл бы на такие уловки, если бы не его уверенность, что Вашингтон освободит их в самом ближайшем будущем, и не его убеждение, что нахождение в его собственности обеспечивает им лучшие условия, чем если бы они были свободны.
Ближе к концу своего президентства Вашингтон сказал госсекретарю Эдмунду Рэндольфу, что в случае конфликта Севера и Юга он склоняется к тому, чтобы встать на сторону Севера, а в 1798 году, рассуждая о вероятности такого конфликта, он сказал, что только искоренением рабства можно спасти единство Союза. И всё же не существует признаков того, что он высказывался за немедленное или постепенное освобождение рабов. В этот период он рассчитывал, что рабство постепенно исчезнет само после запрета импорта рабов в 1808 году (самая ранняя дата, когда Конгресс мог рассмотреть этот вопрос). И действительно, естественное вымирание рабства было возможным, пока Эли Уитни не изобрёл в 1793 году Коттон-джин, приспособление, которое через пять лет привело к резкому росту спроса на рабов.

### Фермерские проблемы
Помимо политических мотивов, на мировоззрение Вашингтона и на его попытки избавиться от зависимости от рабского труда влияли и экономические соображения. К концу Войны за независимость он был одним из крупнейших должников в Вирджинии, а к 1787 году доходность Моунт-Вернон сильно упала. Регулярные неурожаи, плохая погода, расходы на восстановление усадьбы, траты на постоянных посетителей и неспособность Ланда собирать арендную плату оставили Вашингтона почти совсем без наличных денег.
Его финансовые проблемы усугублялись необходимостью содержать большое количество рабов, в том числе детей и стариков. В 1786 году количество работоспособных и неработоспособных рабов достигло соотношения 1:1, и на всех полях Маунт-Вернон (3000 гектаров) работало 122 раба. К 1799 году соотношение улучшилось до 2:1, размер полей увеличился до 3200 гектаров, а количество работающих рабов возросло до 201 человека. Эта тенденция угрожала Вашингтону полным банкротством. Те рабы, что некогда были куплены для развития хозяйства, уже достигли преклонного возраста и их было невозможно продать, а с 1782 года законы Вирджинии обязывали рабовладельцев тех рабов, которых они освободили, а также слишком молодых, слишком старых или непригодных к работе по иным причинам.
Во время своего второго президентского срока Вашингтон стал задумываться о том, как провести старость в покое со стабильным доходом. В декабре 1793 года он пытался сдать все свои фермы в аренду при помощи британского агронома и экономиста Артура Юнга. В 1794 году он поручил Тобиасу Лиру продать все его земли на западе, чтобы вырученными средствами привести в порядок свои финансы. В завершение инструкций он написал, что испытывает отвращение к рабовладению, и основная цель этой сделки — собрать средства, которые бы позволили ему освободить своих рабов. Это письмо является первым признаком того, что Вашингтон склонился к мысли освобождать рабов, а не продавать их.
В 1795 и 1796 годах Вашингтон придумал сложный план сдачи западных земель в аренду с одновременной передачей им в аренду своих рабов. Это предполагало разделить многие семьи, но в итоге могло бы дать средства на их полное освобождение.
Но все эти планы не смогли осуществиться, потому что не удавалось продать или сдать в аренду западные земли по подходящей цене, и из-за противодействия семьи Кастисов. Генри Винчек предполагал, что Вашингтон хорошо представлял себе политические последствия своих действий, и планировал освобождение своих рабов как раз с целью повлиять на общественное мнение и склонить его на сторону аболиционизма.
В то же время Вашингтон прилагал усилия к сохранению тех рабов, что уже имелись в его распоряжении. С 1791 года, когда он переехал в Филадельфию, он следил, чтобы те рабы, что находились при нём в Филадельфии, не оставались на территории Пенсильвании более 6 месяцев, потому что это делало их свободными по законам штата Пенсильвания. Часть этих рабов принадлежала Марте, и в случае их утраты ему пришлось бы компенсировать семье Кастисов их стоимость. Он так же тратил время и средства на попытки вернуть беглых Геркулеса и Ону Джадж, причём в случае с Джадж не оставлял попыток три года. Когда его агенты нашли её в Нью-Гемпшире, он уговаривал её вернуться, хотя и не обещал дать свободу после своей смерти: он считал несправедливым вознаграждать преждевременным освобождением её неверность (unfaithfulness). В 1797 году он попытался найти замену Геркулесу, и это стало его последней попыткой купить раба, хотя в итоге он решил нанять белого работника на кухню.

### Статьи
- Morgan, Kenneth. George Washington and the Problem of Slavery // Journal of American Studies. — 2000. — № 34. — С. 279–301. — doi:10.1017/S0021875899006398.
- Morgan, Philip. " 'To Get Quit of Negroes': George Washington and Slavery" // Journal of American Studies. — 2005. — № 39. — С. 403–429. — doi:10.1017/S0021875805000599.